# Hertogdom Neder-Beieren (1349-1392)
Het hertogdom Neder-Beieren was een hertogdom in het Heilige Roomse Rijk dat bestond van 1349 tot 1392.
Het gebied ontstond na de verdeling van het hertogdom Beieren. Stefanus II verkreeg het toen. Hij regeerde ook over het gebied rond de stad Landshut, maar na het verdrag van Regensburg van 1353 behield hij alleen nog Neder-Beieren. Toen Meinhard in 1363 overleed, wilde Stefanus II Neder-Beieren en Opper-Beieren verenigen, maar dit mislukte omdat zijn broer, Lodewijk VI, over Opper-Beieren bleef regeren en Stefanus raakte de rechten op Opper-Beieren kwijt toen deze hem liet onterven. Stefanus bleef over Neder-Beieren regeren en na zijn overlijden regeerden zijn drie zoons eerst samen, maar in 1392 werd het gebied verdeeld: in Beieren-Ingolstadt, dat geregeerd werd door Stefanus III, Beieren-Landshut, dat geregeerd werd door Frederik, en Beieren-München, dat geregeerd werd door Johan.

## Hertogen
- 1347-1375 Stefanus II
- 1375-1392 Stefanus III, Frederik en Johan (daarna onderverdeeld)